# Rondeletiidae
I Rondeletiidae Goode & Bean, 1895 sono una famiglia di pesci ossei abissali dell'ordine Beryciformes. Comprende il solo genere Rondeletia.

## Distribuzione e habitat
Le due specie sono diffuse in tutti gli oceani temperati e tropicali, ma sono sconosciute nel mar Mediterraneo. Sono pesci abissali che raggiungono profondità di almeno 3500 metri.

## Descrizione
L'aspetto di questi pesci è caratteristico soprattutto a causa delle dimensioni enormi della testa, sproporzionata rispetto al resto del corpo. La pelle è liscia. Le pinne ventrali sono poste molto indietro.
Entrambe le specie raggiungono una taglia massima di circa 11 cm.

## Biologia
Praticamente ignota.

## Specie
- Genere Rondeletia
  - Rondeletia bicolor
  - Rondeletia loricata[4]